# Hans van Loon
Hans van Loon ('s-Hertogenbosch, 1577 - Amsterdam, 1658) was een Nederlands bewindhebber van de Vereenigde Oostindische Compagnie. Hij was de zoon van Willem Jansz van Loon, die mogelijk al in december 1579 uit 's-Hertogenbosch was gevlucht. Hij trouwde in 1597 met Anna Ruychaver (1573-1649) uit Haarlem. Zij vestigden zich in 1604 in Amsterdam en woonden in 1613 op de Zeedijk. Het echtpaar had zeven zonen.
Vanwege de hoge verwachting van de retourvloot onder Steven van der Hagen stegen de koersen in 1606 tot boven de 200%, na een onjuist gerucht over de verovering van Malakka. In de eerste helft van 1607 was Van Loon opvallend actief in het aankopen van VOC-aandelen: hij sloot 22 transacties en kocht van andere eigenaren bij de kamer van Hoorn, Rotterdam en Enkhuizen tientallen aandelen op. Maar in later in dat jaar kwamen de ongelukstijdingen binnen, zodat de koers tot 158 à 160 daalde. In 1610 speelde de kwestie van de uitbetaling in natura. In april 1610 werd een dividend van 75% in foelie uitgekeerd, in november van dat jaar 505 in peper en in december ten slotte 7,5% in geld. Van Loon leek niet geïnteresseerd in de foelie, maar wel in de peper. In 1620 wisten Elias Trip, Cornelis Bicker en Van Loon alle nootmuskaat, die onderweg was naar Amsterdam, in hun handen te krijgen. In 1622 trad hij op als arbiter; de kanonnen geleverd door Elias Trip bleken niet te deugen, ze waren gebarsten of beschadigd. In 1626 kocht hij aandelen in de Delftse of Rotterdamse VOC à 245% van Elias Trip.
Van Loon verhuisde rond 1627 naar Keizersgracht 149, beter bekend als de Koning van Sweden, dat hij kocht van de brandewijnstoker Jan Martsz die failliet ging. Hij was bewindhebber van de VOC tussen 1628-1658. Samen met Albert Burgh en Elias Trip zat hij in een commissie die een onderzoek zou doen naar de verplichte verzekering en begeleiding van zeeschepen. Hij was geassocieerd met Hillebrant den Otter, een koopman op de Levant en Rusland. 
Zijn dochter Anna, geboren in 1613, trouwde in 1637 met Willem Nieupoort (1607-1678), secretaris van Schiedam, diplomaat in Engeland, die in het Rampjaar werd teruggeroepen vanwege zijn staatsgezinde politiek.